# TK-208 Dmitrij Donskoj
TK-208 Dmitrij Donskoj radziecki, a następnie rosyjski okręt podwodny o napędzie atomowym, skonstruowany do przenoszenia dwudziestu rakietowych pocisków balistycznych klasy SLBM - R-39. Jego nazwa pochodzi od wielkiego księcia moskiewskiego Dymitra Dońskiego.
"Dmitrij Donskoj" był okrętem prototypowym projektu 941 (NATO: Tajfun). Był najdłużej wykorzystywanym okrętem tego projektu dzięki przeznaczeniu go do celów testowych, zwłaszcza pocisków balistycznych R-30 Buława i innych nowo opracowywanych rakietowych pocisków balistycznych.
Był ostatnim pozostającym w czynnej służbie z sześciu okrętów podwodnych tej serii skonstruowanych w zakładzie nr 402 (Siewmasz). Były to największe kiedykolwiek zbudowane okręty podwodne na świecie. Tytanowy kadłub sztywny Dońskiego ma strukturę katamarana pokrytego jednopowłokowym kadłubem lekkim ze stali.
Został wycofany ze służby 6 lutego 2023 roku. Według informacji z marca 2025 roku planowane ma być przekształcenie go w okręt-muzeum.  